# Diecezja Mahenge
Diecezja Mahenge – diecezja rzymskokatolicka w Tanzanii. Powstała w 1964.

## Biskupi diecezjalni
- Elias Mchonde † (1964 – 1969)
- Nikasius Kipengele † (1970 – 1971)
- Patrick Iteka † (1973 – 1993)
- Agapiti Ndorobo, od 1995